# Luc Le Vaillant
Pour les articles homonymes, voir Le Vaillant.
Luc Le Vaillant, né le 31 juillet 1958 à Landivisiau (Finistère), est un journaliste français. Depuis 2000, il dirige la rubrique « Portrait » du journal Libération.

## Biographie
Fils d'un médecin généraliste et d'une mère professeur de français-italien, il est l'aîné d'une famille de six enfants. Il passe son enfance à Plougasnou, où il se passionne pour la voile, l'amenant à fréquenter l'équipe de France olympique,.
Après des études de philosophie à Brest et à la Sorbonne, il sort diplômé du Centre de formation des journalistes de Paris en 1984, et commence sa carrière dans des magazines de voile. Il est directeur du Comité français pour la coupe de l'America présidé par Jean Glavany et intègre ensuite le cabinet de Louis Le Pensec, ministre des DOM-TOM, pour rédiger ses discours .
En 1990, Luc Le Vaillant rejoint le service des sports de Libération, puis en 1995 la rubrique « Portrait ». Il en prend la direction cinq ans plus tard.
En 1998, il reçoit le prix Albert-Londres dans la catégorie presse écrite.
En décembre 2015, il publie dans Libération une chronique relatant une rencontre fictive avec une femme voilée dans le métro. Cette chronique suscite la polémique, y compris au sein de la rédaction du quotidien, étant jugée « raciste » et « islamophobe ». En réponse, Luc Le Vaillant s'inquiète que « la demande de respect mute en interdiction du blasphème, de la satire ou de la caricature ».
En 2025, il publie Dernières ré/jouissances et charmantes offenses - Les tribulations d'un social-libertaire en territoire plus ou moins hostile .

## Récompenses
- 1997 : Prix Mumm
- 1998 : Prix Albert-Londres

## Ouvrages
- Patrick Le Roux, Luc Le Vaillant et Philip Plisson (illustrations), Vendée Globe Challenge, éditions Denoël, juin 1992, 224 p. (ISBN 978-2-207-23785-4)
- Luc Le Vaillant, La voile : Quinze portraits de marins modernes, éditions Jean-Claude Lattès, 1994, 280 p. (ISBN 978-2-7096-1280-7)
- Luc Le Vaillant, Éric Cantona : Joueur, rebelle, guignol, peintre, The King, éditions Casterman, 23 janvier 1997, 47 p. (ISBN 978-2-203-23801-5)
- Luc Le Vaillant, Yannick Noah : Joueur, capitaine, gourou, citoyen du monde, éditions Casterman, 28 juillet 1997, 47 p. (ISBN 978-2-203-23826-8)
- Luc Le Vaillant, Michel Platini : Magicien, gourmand, stratège, gagneur, éditions Casterman, 20 janvier 1998, 47 p. (ISBN 978-2-203-23831-2)
- Gérard Janichon, Martine Acerra et Luc Le Vaillant, Marins et tempêtes : récits et témoignages, éditions Solar, 30 octobre 2000, 160 p. (ISBN 978-2-263-03058-1)
- Dominic Bourgeois et Luc Le Vaillant (préf. Yann Queffélec, photogr. Yvan Zedda), Le Monde en 48 jours... : Ou l'extraordinaire aventure de Franck Cammas, Rennes, Éditions Mer & Découverte, 29 septembre 2010, 176 p. (ISBN 978-2-9534078-3-9)
- Luc Le Vaillant, La vie rêvée des filles, Paris, édition Fayard, 2 avril 2014, 368 p. (ISBN 978-2-213-68091-0)
- François Gabart et Luc Le Vaillant, Rêver large, Paris, éditions Stock, 5 octobre 2016, 288 p. (ISBN 978-2-234-07919-9)
- Guillaume Néry et Luc Le Vaillant, Profondeurs, Paris, éditions Arthaud, 16 avril 2014, 290 p. (ISBN 978-2-08-130603-5)
  - (it) Guillaume Néry et Luc Le Vaillant (trad. Alda Teodorani), Profondità : Vita e segreti dell'uomo degli abissi, éditions Méditerranée (it), 23 juillet 2015, 200 p. (ISBN 978-88-272-2600-1)
- Dernières ré/jouissances et charmantes offenses, Paris, Éditions du Rocher, 2025, 340 p. (ISBN 978-2-268-11175-9)}[9].